# Ban Lueam (huyện)
Ban Lueam (tiếng Thái: บ้านเหลื่อม) là một huyện (amphoe) ở phía bắc của tỉnh Nakhon Ratchasima, đông bắc Thái Lan.

## Lịch sử
Tambon Ban Lueam, Wang Pho và Khok Krabueang đã được tách ra từ huyện Khong để lập một tiểu huyện (King Amphoe) vào ngày 18 tháng 10 năm 1976. Đơn vị này đã được chính thức nâng cấp thành huyện ngày 1 tháng 1 năm 1988.

## Địa lý
Các huyện giáp ranh (từ phía bắc theo chiều kim đồng hồ) là Kaeng Sanam Nang, Bua Yai và Khong của tỉnh Nakhon Ratchasima, và Noen Sa-nga và Mueang Chaiyaphum của tỉnh Chaiyaphum.

## Hành chính
Huyện này được chia thành 4 phó huyện (tambon), các đơn vị này lại được chia ra thành 39 làng (muban). Ban Lueam cũng là một thị trấn (thesaban tambon) nằm trên một phần của the tambon Ban Lueam và Wang Pho. Có 4 Tổ chức hành chính tambon.
| 1. | Ban Lueam      | บ้านเหลื่อม   |  |
| 2. | Wang Pho       | วังโพธิ์      |  |
| 3. | Khok Krabueang | โคกกระเบื้อง |  |
| 4. | Cho Raka       | ช่อระกา     |  |